# Marie Antoinette Brown-Sherman
Marie Antoinette Brown-Sherman, née le 27 octobre 1926 et morte le 3 juin 2004, est une enseignante libérienne, et la première femme à servir en tant que présidente d'une université en Afrique.

## Biographie
Mary Antoinette Hope Grimes est née à Monrovia, fille de Louis Arthur Grimes et de Victoria Elizabeth Jellemoh. Son père est un fonctionnaire du gouvernement qui devient président de la Cour Suprême du Libéria. Son frère Joseph Rudolph Grimes est Secrétaire d'État de 1960 à 1972. Sa mère est d'origine Vai, et est élevée dans la maison de Joseph J. Cheeseman, le douzième président du Libéria. Marie Antoinette Grimes est également liée au 15e président du Libéria, Arthur Barclay, et au 18e président, Edwin Barclay. Elle a écrit une histoire de ses aïeux Barclay, une famille originaire de la Barbade, et venue au Libéria en 1865, à la tête de plus de 300 autres migrants. Après avoir effectué ses études de premier cycle à l'université du Liberia en 1947, elle obtient un master en enseignement du Radcliffe College en 1949.
Le Liberia est alors un des rares pays indépendant d'Afrique, depuis 1847, où le pouvoir est aux mains des américano-israéliens, issus de familles d'anciens esclaves revenus d'Amérique s'installer en Afrique au XIXe siècle. Cette période de la deuxième partie des années 1940 est marqué par le droit de vote accordé aux autochtones, et aux femmes. Jusqu'à la fin des années 1970, le pays connaît une certaine prospérité économique.
En 1950, elle rejoint le corps enseignant de la faculté à l'université du Libéria. Elle se marie une première fois la même année. Son mari, le banquier Kedrick Wellington Brown, décède en 1962. Ils ont eu trois enfants. En 1958, elle est nommée doyen du Collège des Professeurs de cette université. Elle complète encore ses études par un doctorat en éducation à l'Université Cornell en 1967. Sa thèse est intitulée Education and national development in Liberia, 1800-1900. Revenue au Liberia, elle se remarie en 1973. Son deuxième mari George Flamma Sherman est ministre de l’Éducation du Libéria, après avoir été ambassadeur. Elle est nommée, de 1975 à 1978, vice-présidente pour les Affaires académiques. En 1978, elle devient présidente de l'université du Libéria. C'est la première présidente d'université en Afrique,. Au cours de son mandat en tant que présidente de l'université, elle porte son attention sur les installations, sur les programmes installations et sur les bourses d'études.
En 1980, le nouveau Président du Liberia, Samuel Doe, un autochtone qui s'est emparé du pouvoir par un coup d’État et instaure rapidement une dictature, lui propose de devenir Secrétaire d’État de l'Éducation, mais elle décline l'offre. Elle s'emploie également à limiter l'ingérence du gouvernement dans le fonctionnement de l'université et fait libérer Similih Cordor, un moment arrêté. En 1984, elle est renvoyée de l'université, à la suite de l'invasion du campus, avec violence, par l'armée libérienne. Elle s'installe aux États-Unis en 1986, où elle contribue à fonder l'Association des anciens élèves de l'université du Libéria. Elle devient veuve une seconde fois quand George Flamma Sherman meurt en 1999, atteint de la maladie d'Alzheimer. Au début des années 2000, elle écrit une biographie de sa mère, publiée en 2005 : Jellemoh: The Life and Times of Victoria Elizabeth Jellemoh Grimes, A Liberian Wife and Mother.
Elle meurt en 2004. Elle est enterrée à Middletown, dans le New Jersey. Un numéro spécial du Liberian Studies Journal, publié en 2005, est dédié à sa mémoire.

## Publications
- Education and National Development in Liberia, 1800-1900, Université Cornell, 1967.
- Barclay Women in Liberia: Two Generations : a Biographical Dictionary, Jellemoh Publication, 2000.
- Jellemoh: The Life and Times of Victoria Elizabeth Jellemoh Grimes, A Liberian Wife and Mother, New World African Press, 2005.